# Hoàng Cơ Minh

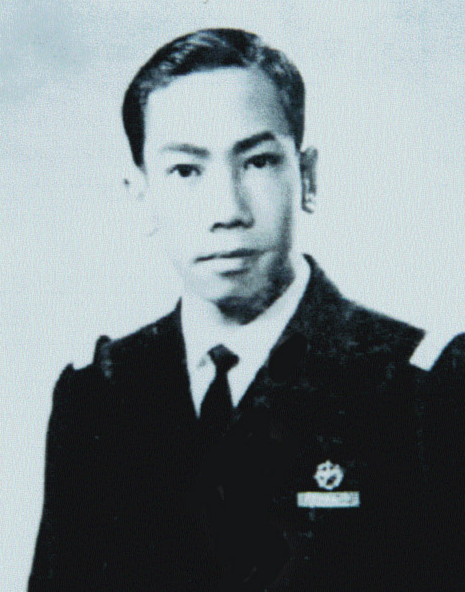
Hoàng Cơ Minh

Hoàng Cơ Minh (20. Juni 1935 – 28. August 1987; Hán Nôm: 黃機明) war der erste Vorsitzende der Việt Tân (vietnamesisch Việt Nam Canh tân Cách mạng Đảng ‚Revolutionäre Reformpartei Vietnams‘). Er wurde am 10. September 1982 gewählt, als die Việt Tân gegründet wurde. Viele vietnamesische Expatriates betrachten ihn als Anführer des antikommunistischen Widerstands gegen die vietnamesische Regierung.

## Biographie
Hoàng Cơ Minh wurde 1935 in Làng Vẽ im Dorf Đông Ngạc, Bezirk Từ Liêm, Provinz Hà Đông (heute Teil des Bezirks Bắc Từ Liêm in Hanoi) geboren. Sein Vater Hoàng Huân Trung war Bildungsbeauftragter der Provinzen Hà Đông und Hanoi.
1954 schloss er sein Mathematikstudium an der Vietnamesischen Nationaluniversität Hanoi ab. 1954 gehörte er zu den Nordstaatlern, die in den Süden gingen, um dem Kommunismus zu entgehen. Im folgenden Jahr trat er den Streitkräften der Republik Vietnam bei, wo er ein Offizier wurde. Er war als Anführer bekannt und der jüngste Konteradmiral der Marine der Republik Vietnam. Er stieg schnell in den Rängen auf, bis er Kommodore-Admiral wurde.
Nach dem Fall von Saigon 1975 legte Hoàng Cơ Minh den Grundstein für eine langfristige Demokratiebewegung gegen das kommunistische Regime Vietnams. 1982 gründete er die Việt Tân an der Grenze zwischen Laos und Thailand und wurde zu deren erstem Vorsitzenden gewählt. In ihrer Basis in Thailand befahl die Việt Tân ihren Soldaten, ihn Meister Hoàng Cơ Minh (Thầy Hoàng Cơ Minh) zu nennen, im Gegensatz zu Onkel Hồ Chí Minh von der Kommunistischen Partei Vietnams.
Er starb im August 1987 in den Wäldern von Laos, als er versuchte, nach Vietnam einzureisen.

### Militärkarriere
Hoàng Cơ Minh absolvierte die südvietnamesische Marineakademie in Nha Trang und studierte an der U.S. Naval Postgraduate School in Monterey, Kalifornien. Er stieg schnell zum Kommandeur der südvietnamesischen Flussstreitkräfte auf.
Von 1964 bis 1965 war er Verteidigungsattaché an der südvietnamesischen Botschaft in Seoul, wo er maßgeblich zur diplomatischen und militärischen Unterstützung Südkoreas beitrug. Nach seiner Rückkehr nach Vietnam bekleidete er mehrere Marinekommandos. Er wurde für seine Erfolge auf dem Schlachtfeld und seine Unbestechlichkeit weithin respektiert.
1974 wurde er zum Konteradmiral befördert und war damit einer der jüngsten Flaggoffiziere der Streitkräfte der Republik Vietnam. 1975 befehligte er die 2. Küstenzone im Marinestützpunkt Cam Ranh. Als die nordvietnamesischen Streitkräfte am 30. April 1975 in Saigon einmarschierten, bestand Hoàng Cơ Minhs letzte Amtshandlung als Militäroffizier darin, eine südvietnamesische Marineflottille aufs Meer hinauszuführen, um die erste Welle von „Boatpeople“ in die Freiheit zu eskortieren und zu verhindern, dass die Kriegsschiffe in kommunistische Hände fielen.

### Vom politischen Flüchtling zum Anführer der Bewegung
Hoàng Cơ Minh und seine Familie ließen sich in der Gegend von Washington, D.C. nieder. Wie die meisten vietnamesischen Flüchtlinge im Jahr 1975 wurde er von einer amerikanischen Familie unterstützt. Hoàng Cơ Minhs Familie wurde von James Kelly aufgenommen, einem Vietnam-Veteranen und späteren hochrangigen nationalen Sicherheitsbeamten in den Regierungen von Ronald Reagan und George H. W. Bush.
In den folgenden Jahren arbeitete Hoàng Cơ Minh tagsüber als Anstreicher und konzentrierte seine Energien auf die Organisation der Diaspora. Er war Mitbegründer mehrerer politischer Organisationen, die sich für die Freiheit Vietnams einsetzten. Aus diesem Netzwerk von Vietnamesen im Ausland entwickelte sich eine politische Bewegung. Sie vereinigte sich zu Việt Tân mit der Mission, einen revolutionären Kampf zu führen, um die Diktatur zu beenden und das Land zu reformieren.
Hoàng Cơ Minh befürwortete einen eigenständigen Kampf, der auf der Kraft des vietnamesischen Volkes basierte, mit dem ultimativen Ziel, das Land wieder aufzubauen und zu modernisieren. Dies widersprach damals weitgehend der Meinung der Diaspora, die glaubte, dass Unterstützung von außen für die Veränderung Vietnams absolut notwendig sei, und den Kampf eng als Sturz des Kommunismus definierte. Der Name Việt Tân basiert auf der Verschmelzung von „Việt Nam“ und „Canh Tân“, was umfassende Reform bedeutet.
1981 traf sich Hoàng Cơ Minh mit thailändischen Regierungsvertretern und erhielt deren Zustimmung, Büros entlang der Grenze zu Laos zu eröffnen. Von diesen Stützpunkten aus schlossen sich Vietnamesen aus der Diaspora mit Landsleuten im Land zusammen, um vor Ort eine Demokratiebewegung aufzubauen. Auf Việt Tâns Gründungskonferenz im September 1982 wurde Hoàng Cơ Minh zum Vorsitzenden gewählt. Er verbrachte die meiste Zeit im malariaverseuchten Dschungel, wo er Vietnam nahe sein und die Bewegung anführen konnte.
Die 1980er Jahre waren für vietnamesische Aktivisten eine schwierige Zeit. Das Land war von der Welt abgeschottet und vietnamesische kommunistische Truppen besetzten sowohl Laos als auch Kambodscha. Um von und nach Vietnam zu reisen, mussten die Menschen durch die „Killing Fields“ Indochinas reisen. In dieser Umgebung versuchten Việt Tân-Mitglieder aus der Diaspora, mit Aktivisten vor Ort in Kontakt zu treten.
Im Sommer 1987 führte Hoàng Cơ Minh eine Gruppe von 200 Aktivisten von Thailand nach Vietnam in einer Operation namens „Ostwärts“ (Đông Tiến). Unterwegs wurden sie von kommunistischen Truppen überfallen. Schwer verwundet nahm sich Hoàng Cơ Minh am 28. August 1987, weniger als 20 Kilometer von der Grenze zu Vietnam entfernt, das Leben.
Inspiriert von der Vision Hoàng Cơ Minhs und seinem Opfer für die Bewegung ist Việt Tân bis heute die führende vietnamesische prodemokratische Oppositionspartei.